# Карликовый широкоморд
Карликовый широкоморд, или бульдоговая летучая мышь Темминка (лат. Molossops temminckii), — вид летучих мышей из семейства складчатогубых (Molossidae), обитающих в Южной Америке. Видовое название дано в честь голландского зоолога Конрада Якоба Темминка.
Самцы немного крупнее самок, у представителей вида 26—30 зубов. Ведут ночной образ жизни, используют эхолокацию. Питаются насекомыми, охотясь группами. Период размножения — октябрь — ноябрь.
Известны в Аргентине, Боливии, Бразилии, Колумбии, Эквадоре, Гайане, Перу, Парагвае и Уругвае. Распространённый вид, которому МСОП присвоил статус «Вызывающие наименьшие опасения» (LC).